# جبل الفاية
جبل الفاية هو موقع أثري وتلة من الحجر الجيري أو جرف بالقرب من المدام في إمارة الشارقة، الإمارات العربية المتحدة، يقع على بعد حوالي 50 كيلومتر (31 ميل) شرق مدينة الشارقة، وبين ساحل الخليج وجبال الحجر. يحتوي على مجموعات أدوات من العصر الحديدي والعصر البرونزي والعصر الحجري الحديث والعصر الحجري القديم. نظرًا لأن أعمق تجمع لها يرجع تاريخه إلى 125000 عام، كان يُعتقد أنها أقدم مستوطنة في العالم تم اكتشافها حتى الآن للإنسان الحديث تشريحًا خارج إفريقيا وقت اكتشافها في عام 2011 تم العثور على اكتشافات تعود إلى تاريخ سابق في كهف ميسليا في بلاد الشام.
يتم عرض المكتشفات من الحفريات في جبل الفاية والحفريات المحيطة في مركز مليحة الأثري .

## تاريخ الموقع
تم إجراء الحفريات في جبل الفاية لأول مرة بين عامي 2003-2010 من قبل سيمون ج. أرميتاج، وصباح جاسم، وأنتوني إي ماركس، وأدريان ج.باركر، وفيتالي أي أوسيك، وهانس بيتر أوربمان. ثم أجريت سلسلة من التنقيبات بين عامي 2009 و2013. درست الحفريات الإضافية السياق البيئي والجيولوجي للموقع. على الرغم من أن سياق العصر الحجري القديم لجبل الفاية قد تمت دراسته بشكل مكثف، إلا أنه في عام 2013 نشر هانز بيتر أوربمان ومارغريت أوربمان وأديلينا كوترير وصباح جاسم نتائج عن العصر الحجري الحديث في الموقع.

## نتائج

### وصف الموقع
جبل الفاية جبل كلسي بعيد عن المنطقة المركزية لإمارة الشارقة، الإمارات العربية المتحدة. الموقع الأثري نفسه يدعى (FAY-NE1)، حدد ملجأ صخرة مكان في النهاية الشمالية الشرقية لجبل الفاية حفر علماء الآثار عدة خنادق في الموقع، بمساحة أكثر من 150 مترا مربعا منقبة في المجموع. بعمق خمسة أمتار، تحتوي على ترسبات من العصر البرونزي والعصر الحديدي، والعصر الحجري القديم، والعصر الحجري الحديث.

### السياق البيئي
وظائف العصر الحجري القديم في جبل الفاية ربطت إلى الفترات الرطبة في جنوب جزيرة العرب، التي يتوفر فيها الماء العذب وتنمو فيها النباتات مما يزيد ويدعم بقاء الإنسان. في عام 2013، Bretzke et. al. حلل أعمدة الرواسب من الخنادق في (FAY-NE1). المجموعات (A,B,C) برهنت وجود النباتات، بينما الطبقات التي تفتقر إلى الإيداعات الأثرية كانت دليلا على الجفاف، دراسات إضافية من السجلات الرسوبية وترسبات البحيرة في المنطقة دعمت النظرية التي تقول إن الفترات الرطبة ربما أعطت فرصا متعددة من أجل التفريق الإنساني في جنوب جزيرة العرب.

### إيداعات
إن طبقات العصر الحجري القديم في (FAY-NE1) وصفت أول مرة من قبل Armitage et.al. وأرّخت باستعمال single-grain optically stimulated luminescence (أو إس إل).
وحددت الآفاق كالتّالي، من الأعلى إلى الأسفل:

#### المجموعة A
يعود تأريخها إلى 40,000 سنة تقريباً. الأدوات المكتشفة تتضمّن أدوات نقش، شطفات تهذيب، نهايات مكشوطة، كاشطات جانبية، وdenticulates.

#### المجموعة B
غير مؤرخة حتى الآن. الأدوات المكتشفة مثل الأدوات المكتشفة في المجموعة A.

#### المجموعة C
يعود تأريخها إلى 125,000 سنة تقريبا. الأدوات المكتشفة تتضمن فؤوسا يدوية صغيرة، أشكالا ورقية، نهايات مكشوطة وكاشطات جانبية، وdenticulates. دليل Levallois production technique فريدة إلى المجموعة سي.

#### مجموعات العصر الحجري القديم
توجد مجموعة D و E أيضا، لكنها لم تدرس بالتفصيل حتى الآن بسبب العدد القليل من الاكتشافات.

#### مستويات العصر الحجري الحديث
مستوى العصر الحجري الحديث في (FAY-NE1) تشمل تقريبا مترا واحدا من الراسب. طبقة الرمل فوق المجموعة A تختم سياق العصر الحجري الحديث من العصر الحجري القديم. تحتوي هذه الطبقة على سنان وأنصال الفاية وأجزاء الصدفة، يعود تأريخها إلى حوالي 9500 سنة. ينسب Hans-Peter Uerpmann وزملائه هذه المصنوعات اليدوية إلى إعادة الاستيطان الأولى للموقع منذ تركها الأخير في العصر الحجري القديم. إن الطبقات فوق مستوى الرمل لم تقدم معلومات هامة حول المهن المتأخرة للعصر الحجري الحديث.

## أهمية الموقع
على الرغم من عدم وجود متحجرات إنسانية في جبل الفاية، فقد أثبت آرميتيج والعلماء الآخرون بأن المجموعة (C) هي مصنوعات يدوية، يعود تأريخها إلى 125,000 سنة، أنتجها الإنسان العاقل الحديث تشريحيا (AMH). هذا لأن المجموعة (C) تشبه التقنية الموجودة في شرق وشمال شرق أفريقية المعاصرة أكثر من شبهها لأي تقنية وجدت في المواقع في مكان آخر على شبه الجزيرة العربية. كنتيجة، الأدلة في جبل الفاية استعملت لدعم فكرة التفريق بين الإنسان العاقل الحديث تشريحيا والقرن الأفريقي عبر جنوب بلاد العرب وإلى جنوب آسيا. طبقا لهذه النظرية، بشر حديث فرق خارج أفريقيا قبل انفجار Toba supervolcano 70-75,000 سنوات بي بي. هذا الادّعاء مستند على التنقيب في Jwalapuram في الهند من قبل Petraglia et. ال. ، الذي يجادل بأنّ التجمّعات وجدت في طبقات الانفجار قبل وما بعد Toba تشير إلى الحضور المستمر الإنسان العاقل الحديث. لPetraglia وزملائه، حضور الإنسان العاقل الحديث في جبل الفاية قبل 125,000 سنة يمكن أن يكون دليل طريق تفريق مبكّر خارج أفريقيا، أيّ بشر كان يمكن أن يتلي إلى جنوب آسيا. على أية حال، هناك معارضة قوية ضد هذه الفكرة، كما برهن النقّاد أن المجموعة سي دليل غير كافي لتأكيد حضور الإنسان العاقل الحديث من أفريقيا. طبقا لباول ميلارس، الذي يعتقد بأن التفريق الإنساني الحديث الهام لم يجد حتى بعد انفجار Toba ، “ ليس هناك دليل على أن هذه الأشياء صنعت من قبل البشر الحديث، ولا يوجد دليل بأنها جاءت من أفريقيا ”

## وصلات خارجية
- قد تكون الحضارة المفقودة موجودة تحت الخليج العربي - 10 ديسمبر 2010
- الطبيعة: الهجرة البشرية المبكرة المكتوبة بأدوات حجرية - 27 يناير 2011
- العلم: هل سافر البشر المعاصرون من أفريقيا عبر شبه الجزيرة العربية؟ - 28 يناير 2011 (يتطلب اشتراك أو توكيل)
- ما هي مجموعة أدوات ما قبل التاريخ وكيف يمكنها إعادة كتابة التاريخ البشري؟ - أدوات جبل فايا
- جبل فايا ( يوتيوب )
- الطيران الشراعي في الإمارات (جبل فايا الشارقة)
- Stone Ax 150.000 سنة من جبل فايا الشارقة أداة حجرية من 150.000 سنة من جبل فاية الشارقة